# Balcoracania
Balcoracania (лат.) — вымерший род мелких (обычно около 1,5 см в длину) трилобитов отряда редлихииды (Redlichiida) семейства Emuellidae. Окаменелости вида Balcoracania dailyi найдены в кембрийских отложениях Южной Австралии, неопределённый вид найден в нижнем кембрии Антарктиды.

## Этимология
Родовое название образовано от крика Балкоракана на хребте Флиндерс — отложений, где были найдены окаменелости животного. Видовое название dailyi дано в честь доктора Б. Дэйли с факультета геологии Университета Аделаиды.

## Описание
Balcoracania можно распознать по наличию небольшого расстояния между передней частью оси головы или глабеллы и гребнем на кайме, а также по полукруглому головному щиту. У сестринского рода Emuella глабелла и кайма соприкасаются, а голова субпятиугольная. У обоих родов из семейства Emuellidae имеются глазные валики, расположенные параллельно лобному и латеральному краю головы, выступающие щёчные шипы, которые являются плавным продолжением латерального края головы, передней части торакса из шести сегментов, 5-й и 6-й слиты и с крупными тянущимися шипами. У обоих трилобитов во взрослом возрасте сильно изменчивое, но большое количество сегментов опистоторакса, хотя у Balcoracania dailyi максимальное число сегментов выше, чем у Emuella: 97 против 52 соответственно. B. dailyi — единственный вид в составе рода (то есть, род монотипический).

## Палеоэкология
Balcoracania dailyi обитала в защищённой, мелководной, окраинной морской среде. Обычно окаменелости трилобита попадаются в изоляции, но иногда вместе с ними обнаруживаются брахиоподы. Трубчатые норы показывают, что B. dailyi разделяла экосистему с мягкотелыми животными.